# Kastsjön
Kastsjön är en sjö i Gävle kommun i Gästrikland och ingår i Gavleån-Dalälvens kustområde. Sjön har en area på 0,113 kvadratkilometer och ligger 1,8 meter över havet.

## Delavrinningsområde
Kastsjön ingår i det delavrinningsområde (672983-157936) som SMHI kallar för Utloppet av Kastsjön. Medelhöjden är 3 meter över havet och ytan är 0,31 kvadratkilometer. Räknas de 3 avrinningsområdena uppströms in blir den ackumulerade arean 17,27 kvadratkilometer. Avrinningsområdets utflöde mynnar i havet.